# Ambassade du Maroc en Suède
L'ambassade du Maroc en Suède est la représentation diplomatique du royaume du Maroc auprès de la Suède. Elle est située au Kungsholmstorg 16, 112 21 Stockholm, la capitale du pays.
Son ambassadeur est, depuis le 14 décembre 2021 Karim Medrek.

## Histoire
Le Maroc entretient des relations avec la Suède depuis 1763, date à laquelle un accord maritime a été conclu entre les pays. Le Maroc a une ambassade à Stockholm depuis 1986.

## Liste des ambassadeurs du Maroc
|   | Ambassadeur         | image | date de début de mission | date de remise des lettres de créance | date de fin de mission | Roi du Maroc          |
| - | ------------------- | ----- | ------------------------ | ------------------------------------- | ---------------------- | --------------------- |
| 1 | Taib Bouazza        |       | 15 juillet 1961          |                                       |                        | Hassan II             |
| 2 | Saad Baddou         |       | 1991                     |                                       | 1999                   | Hassan II             |
| 3 | Abdelmalek Jeddaoui |       | 1998                     |                                       | 2001                   | Hassan II/Mohammed VI |
| 4 | Farida Jaïdi        |       | 5 janvier 2001,          |                                       | 2005                   | Mohammed VI           |
| 5 | Zohour Alaoui       |       | janvier 2006,            |                                       | décembre 2011          | Mohammed VI           |
| 6 | Yahdih Bouchaab     |       | 6 décembre 2011,         |                                       | 2014                   | Mohammed VI           |
| 7 | Amina Bouayach      |       | 13 octobre 2016,         |                                       | 2018                   | Mohammed VI           |
| 8 | Karim Medrek        |       | 14 décembre 2021,        | 10 mars 2022                          |                        | Mohammed VI           |